# Paramugil parmatus
Paramugil parmatus är en fiskart som först beskrevs av Cantor, 1849.  Paramugil parmatus ingår i släktet Paramugil och familjen multfiskar. Inga underarter finns listade i Catalogue of Life.